# Жаркова, Мария Сергеевна
Мари́я Серге́евна Жарко́ва (род. 7 мая 1988, Москва, РСФСР, СССР) — российская теннисистка. Четырёхкратная чемпионка России.

## Биография
В шестилетнем возрасте начала заниматься художественной гимнастикой в обнинской детско-юношеской спортивной школе «Квант», но через два месяца из-за слишком высокого для гимнастики роста оставила гимнастику и перешла на отделение тенниса к Владимиру и Марине Красноруцким.
В 2000 году заняла третье место среди девушек на 7-м турнире на призы О. Л. Корнблита в возрастной группе до 12 лет.
До 14-15 лет не предполагала играть в теннис профессионально. В семнадцатилетнем возрасте приняла участие в первых профессиональных выступлениях в ОАЭ, где прошла квалификацию и два круга в основной сетке.
В 2006 году стала чемпионкой России в парном разряде с Анастасией Пивоваровой.
В сентябре 2008 года стала чемпионкой России в смешанном парном разряде с Александром Красноруцким и бронзовым призёром в одиночном разряде.
В феврале 2010 года студенткой 5 курса РГУФКСиТ самовыдвигалась на выборах депутатов Обнинского городского Собрания шестого созыва (2010—2015) по Обнинскому многомандатному избирательному округу № 1; выборы проиграла.
В 2010 году ушла из ДЮСШ «Квант» от Красноруцких и стала тренироваться в московской детской теннисной спортивной школе «Белокаменная» у тренера Натальи Рожковой.
Окончила Российский государственный университет физической культуры, спорта и туризма по специальности «Специалист по связям с общественностью» (2005—2011, заочно).

## Рейтинг на конец года
| Год  | Одиночный рейтинг | Парный рейтинг |
| 2011 | 527               | 376            |
| 2010 | 598               | 403            |
| 2009 | 743               | 371            |
| 2008 | 652               | 384            |
| 2007 | 689               | 456            |
| 2006 | 645               | 746            |